# ラヴィル・イシヤノフ
ラヴィル・イシヤノフ（ロシア語: Равиль Исьянов ロシア語ラテン翻字: Ravil Isyanov、1962年8月20日 - 2021年9月29日）はロシア出身で主にアメリカ合衆国で活動した俳優。

## 略歴
ロシア人を両親にモスクワ州ヴォスクレセンスクに生まれ、俳優を志す。2年間の空軍での兵役の後、ハバロフスク劇場で半年間仕事をする。
ソ連崩壊後は職を求めて米国に移住し、以後ロサンゼルスで生活し、俳優業を続けていた。
2021年9月29日に死去。59歳没。

## 演技
彼はある典型のスラブ人の特徴 (アジア人との混血によって短頭で彫りの浅くなったコーカソイドの容貌）を呈しており、旧ソ連時代の官僚主義的で日和見な官僚や軍人の役を得意とする。
『K-19』においては反乱を起こす潜水艦に乗り込んだ、初めは勇ましい愛国者を演じているが危機に面して腰砕けになり惰弱な本性を現す政治将校ススロフ（この役の設定は『眼下の敵』において、ドイツ側の潜水艦に搭乗するナチ党員の将校を模したものである）を演じた。冷戦下の米ソのロケット開発競争を扱ったテレビシリーズ『宇宙へ 〜冷戦と二人の天才〜』ではロケット開発者のセルゲイ・コロリョフを陥れることで名誉と評価を独占しようとする狡猾な技術者ヴァレンティン・グルシュコを演じた。近年においては『さらば、ベルリン』において新しい境地を開拓している。

## フィルモグラフィー

### 映画
- バック・イン・ザ・USSR Back in the U.S.S.R.（1992年）
- 007 ゴールデンアイ GoldenEye（1995年）
- ハムレット Hamlet（1996年）
- セイント The Saint（1997年）
- ジャッカル The Jackal（1997年）
- オクトパス Octopus（2000年）
- スパイダー Along Came a Spider（2001年）
- アラクニッド Arachnid（2001年）
- K-19 K-19: The Widowmaker（2002年）
- Mr.&Mrs. スミス Mr. & Mrs. Smith（2005年）
- さらば、ベルリン The Good German（2006年）
- ディファイアンス Defiance（2008年）
- 山猫は眠らない6 裏切りの銃撃 Sniper: Ghost Shooter（2016年）

### テレビドラマ
- インディ・ジョーンズ/若き日の大冒険 The Young Indiana Jones Chronicles（1992年）
- バフィー 〜恋する十字架〜 Buffy the Vampire Slayer: No Place Like Home（2000年）
- エイリアス Alias（2001年・2003年）
- WITHOUT A TRACE/FBI 失踪者を追え! Without a Trace（2003年）
- マダム・プレジデント 星条旗をまとった女神 Commander in Chief（2005年）
- 宇宙へ 〜冷戦と二人の天才〜 Space Race（2005年）
- 24 -TWENTY FOUR- 24（2006年）
- NCIS 〜ネイビー犯罪捜査班 Navy NCIS: Naval Criminal Investigative Service（2006年）
- ザ・ユニット 米軍極秘部隊 The Unit（2007年）
- プリズン・ブレイク Prison Break（2007年）
- メンタリスト The Mentalist（2009年・2011年）
- FRINGE/フリンジ Fringe（2009年）
- BONES Bones（2010年）
- NCIS:LA 〜極秘潜入捜査班 NCIS: Los Angeles（2013年 - 2019年）
- TOUCH/タッチ Touch（2013年）
- バーン・ノーティス 元スパイの逆襲 Burn Notice（2013年）
- ザ・ラストシップ The Last Ship（2014年 - 2018年）
- エージェント・オブ・シールド Agents of S.H.I.E.L.D.（2016年）